# Heterocrossa exochana
Heterocrossa exochana är en fjärilsart som beskrevs av Edward Meyrick 1888d. Heterocrossa exochana ingår i släktet Heterocrossa och familjen Carposinidae. Inga underarter finns listade i Catalogue of Life.